# Messier 62
 Messier 62 (M62 o NGC 6266) és un cúmul globular en la constel·lació del Serpentari. Va ser descobert per Charles Messier el 1771, encara que la seva posició exacta va ser establerta el 1779
M62 es troba a una distància de prop de 22.500 anys llum de la Terra i té una diàmetre de 100 anys llum. Es tracta d'un dels cúmuls globulars més irregulars, possiblement a causa de la seva proximitat al centre de la galàxia (6.100 anys llum), la qual cosa el deforma a causa de les forces de marea i indueix l'àrea sud-oriental del cúmul a ser més concentrada que les altres.
M62 conté almenys 89 estrelles variables, moltes d'aquestes del tipus RR Lyrae. El cúmul també conté un cert nombre de fonts de raigs X; es pensa que es podria tractar de sistemes d'estrelles binàries i púlsars de mil·lisegons en sistemes binaris.

## Observació

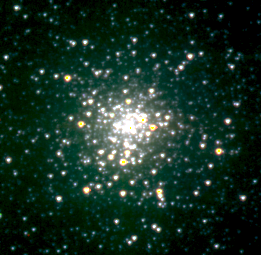
M62 vist pel telescopi espacial Spitzer a l'infraroig

M62 es troba entre la constel·lació del Serpentari i la de l'Escorpió, prop de 3º al sud de l'altre cúmul globular M19, que es troba quasi al mateix paral·lel que l'estrella Antares.